# Slaget vid Gorzno
Slaget vid Górzno var ett fältslag under andra polska kriget mellan Sverige och Polen. Det utkämpades vid Górzno i Polen den 2 februari 1629, och som slutade med en stor svensk seger. 
Den svenske befälhavaren Herman Wrangel hade i början av året beslutat att förstärka förrådet i Strassburg, vilket belägrats av polackerna. Under marschen dit mötte han den polska armén vid byn Górzno och de båda arméerna stod på var sin sida om floden Printzel. Den 2 februari började svenskarna ta sig över floden och då den polske befälhavaren Potocki önskade krossa hela fiendestyrkan, lät han hela den svenska hären ta sig över utan att anfalla.
De svenska ryttarna kom i strid med polskt kavalleri, varvid polackernas tyska ryttare flydde men husarerna kämpade tappert. Efter ett tag började även husarerna lämna striden och till slut blev det en ren flykt. När den polska centern började röra sig framåt hotades den bakifrån av svenska ryttarskvadroner. Detta medförde en allmän polsk flykt. Svenskarna förföljde de flyende polackerna med förödande följder för de polska trupperna. Förlusterna uppgick till 1 500 man, medan svenskarna förlorade 30 döda och 60 sårade.
Svenskarnas seger ledde till polsk förskräckelse, men hade ingen strategisk betydelse.